# سان مارتن دو فار
سان مارتن دو فار (بالفرنسية: Saint-Martin-du-Var)‏ هي بلدية فرنسية تقع في إقليم الألب البحرية من منطقة بروفنس ألب كوت دازور في جنوب شرق فرنسا. تبلغ مساحة هذه المدينة 5.59 (كم²)، وترتفع عن سطح البحر 115 م، يبلغ عدد سكانها 2541 نسمة حسب إحصاء المعهد الوطني للإحصاء والدراسات الاقتصادية سنة 2009 م. وترأس Hervé Paul البلدية خلال فترة (2008-2014).

## وصلات خارجية
- صفحة البلدية على موقع المعهد الوطني للإحصاء والدراسات الاقتصادية